# President del Consell Europeu

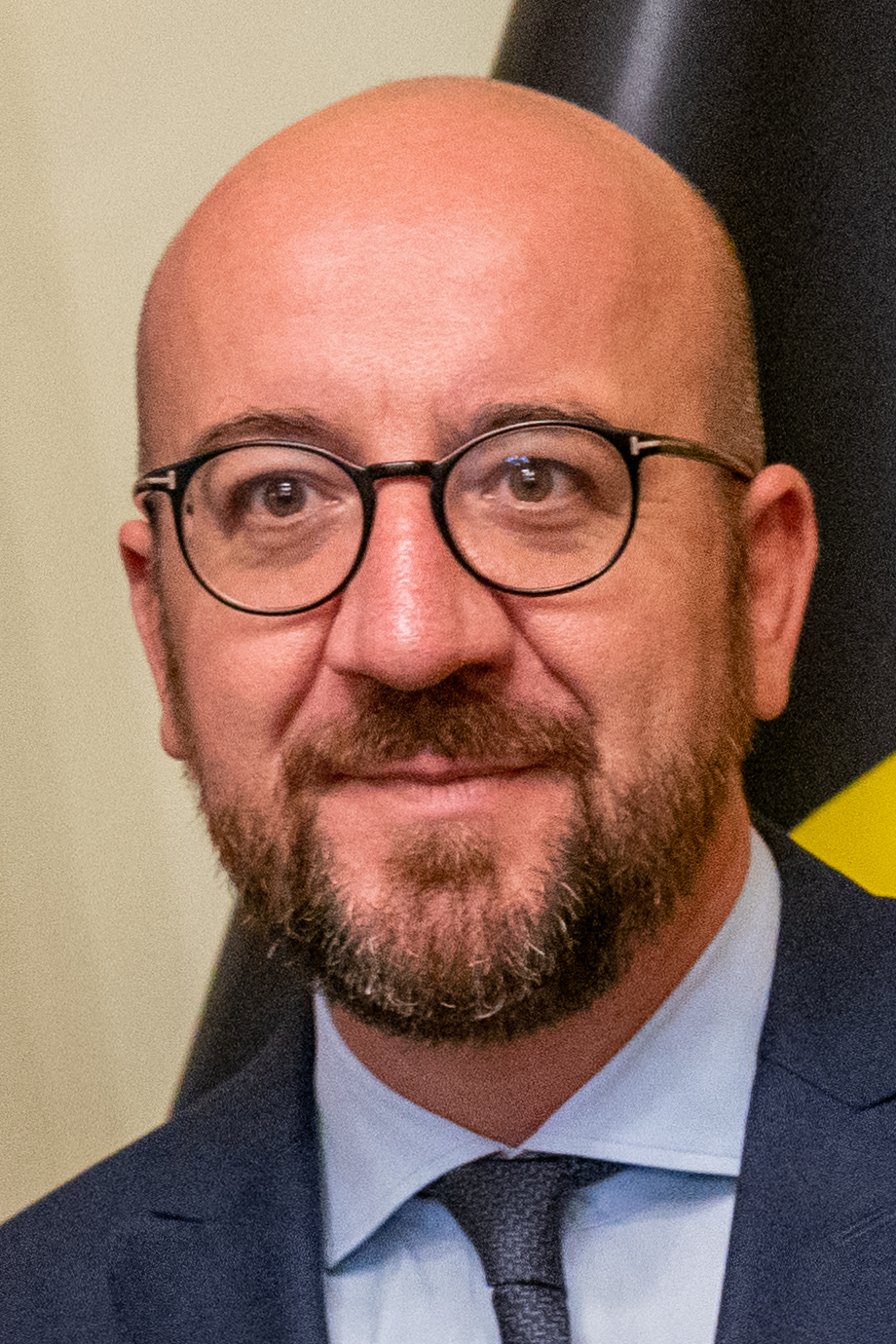
Charles Michel assumí la presidència del Consell Europeu el 2019

El President del Consell Europeu és el càrrec que presideix el Consell Europeu en el si de la Unió Europea (UE). Representa la Unió Europea en matèria de Política Exterior i de Seguretat Comuna atès que la resta de representacions són assumides pel president de la Comissió Europea. El seu mandat té una durada de dos anys i mig renovables una vegada.

## Història
Fins a l'entrada en vigor del Tractat de Lisboa, el càrrec era ocupat de forma rotatòria entre els estats membres cada sis mesos i que assumia el cap d'Estat o cap de govern respectiu. El 27 de juny de 2024, el portuguès António Costa va ser elegit President del Consell Europeu, un dels tres càrrecs de lideratge més importants de la Unió Europea, pels 27 líders dels estats membres de la UE, i va començar a exercir el càrrec l'1 de desembre de 2024 rellevant el belga Charles Michel.

## Llista de Presidents del Consell Europeu

### Presidents rotatoris (1975-2009)
El primer Consell Europeu fou celebrat entre el 10 i l'11 de març de 1975 a la ciutat de Dublín sota la presidència irlandesa.
| Anys | Semestre        | Estat membre de la Presidència | President                     |
| ---- | --------------- | ------------------------------ | ----------------------------- |
| 1975 | gener-juny      | Irlanda                        | Liam Cosgrave                 |
| 1975 | juliol-desembre | Itàlia                         | Aldo Moro                     |
| 1976 | gener-juny      | Luxemburg                      | Gaston Thorn                  |
| 1976 | juliol-desembre | Països Baixos                  | Joop den Uyl                  |
| 1977 | gener-juny      | Regne Unit                     | James Callaghan               |
| 1977 | juliol-desembre | Bèlgica                        | Leo Tindemans                 |
| 1978 | gener-juny      | Dinamarca                      | Anker Jørgensen               |
| 1978 | juliol-desembre | Alemanya                       | Helmut Schmidt                |
| 1979 | gener-juny      | França                         | Valéry Giscard d'Estaing      |
| 1979 | juliol-desembre | Irlanda                        | Jack Lynch                    |
| 1980 | gener-juny      | Itàlia                         | Francesco Cossiga             |
| 1980 | juliol-desembre | Luxemburg                      | Pierre Werner                 |
| 1981 | gener-juny      | Països Baixos                  | Dries van Agt                 |
| 1981 | juliol-desembre | Regne Unit                     | Margaret Thatcher             |
| 1982 | gener-juny      | Bèlgica                        | Wilfried Martens              |
| 1982 | juliol-desembre | Dinamarca                      | Poul Schlüter                 |
| 1983 | gener-juny      | Alemanya                       | Helmut Kohl                   |
| 1983 | juliol-desembre | Grècia                         | Andreas Papandreou            |
| 1984 | gener-juny      | França                         | François Mitterrand           |
| 1984 | juliol-desembre | Irlanda                        | Garret FitzGerald             |
| 1985 | gener-juny      | Itàlia                         | Bettino Craxi                 |
| 1985 | juliol-desembre | Luxemburg                      | Jacques Santer                |
| 1986 | gener-juny      | Països Baixos                  | Ruud Lubbers                  |
| 1986 | juliol-desembre | Regne Unit                     | Margaret Thatcher             |
| 1987 | gener-juny      | Bèlgica                        | Wilfried Martens              |
| 1987 | juliol-desembre | Dinamarca                      | Poul Schlüter                 |
| 1988 | gener-juny      | Alemanya                       | Helmut Kohl                   |
| 1988 | juliol-desembre | Grècia                         | Andreas Papandreou            |
| 1989 | gener-juny      | Espanya                        | Felipe González               |
| 1989 | juliol-desembre | França                         | François Mitterrand           |
| 1990 | gener-juny      | Irlanda                        | Charles Haughey               |
| 1990 | juliol-desembre | Itàlia                         | Giulio Andreotti              |
| 1991 | gener-juny      | Luxemburg                      | Jacques Santer                |
| 1991 | juliol-desembre | Països Baixos                  | Ruud Lubbers                  |
| 1992 | gener-juny      | Portugal                       | Aníbal Cavaco Silva           |
| 1992 | juliol-desembre | Regne Unit                     | John Major                    |
| 1993 | gener-juny      | Dinamarca                      | Poul Nyrup Rasmussen          |
| 1993 | juliol-desembre | Bèlgica                        | Jean-Luc Dehaene              |
| 1994 | gener-juny      | Grècia                         | Andreas Papandreou            |
| 1994 | juliol-desembre | Alemanya                       | Helmut Kohl                   |
| 1995 | gener-juny      | França                         | Jacques Chirac                |
| 1995 | juliol-desembre | Espanya                        | Felipe González               |
| 1996 | gener-juny      | Itàlia                         | Lamberto Dini i Romano Prodi  |
| 1996 | juliol-desembre | Irlanda                        | John Bruton                   |
| 1997 | gener-juny      | Països Baixos                  | Wim Kok                       |
| 1997 | juliol-desembre | Luxemburg                      | Jean-Claude Juncker           |
| 1998 | Gener-juny      | Regne Unit                     | Tony Blair                    |
| 1998 | juliol-desembre | Àustria                        | Viktor Klima                  |
| 1999 | gener-juny      | Alemanya                       | Gerhard Schröder              |
| 1999 | Juliol-desembre | Finlàndia                      | Paavo Lipponen                |
| 2000 | gener-juny      | Portugal                       | António Guterres              |
| 2000 | juliol-desembre | França                         | Jacques Chirac                |
| 2001 | gener-juny      | Suècia                         | Göran Persson                 |
| 2001 | juliol-desembre | Bèlgica                        | Guy Verhofstadt               |
| 2002 | gener-juny      | Espanya                        | José María Aznar              |
| 2002 | juliol-desembre | Dinamarca                      | Anders Fogh Rasmussen         |
| 2003 | gener-juny      | Grècia                         | Kostas Simitis                |
| 2003 | juliol-desembre | Itàlia                         | Silvio Berlusconi             |
| 2004 | gener-juny      | Irlanda                        | Bertie Ahern                  |
| 2004 | juliol-desembre | Països Baixos                  | Jan Peter Balkenende          |
| 2005 | gener-juny      | Luxemburg                      | Jean-Claude Juncker           |
| 2005 | juliol-desembre | Regne Unit                     | Tony Blair                    |
| 2006 | gener-juny      | Àustria                        | Wolfgang Schüssel             |
| 2006 | juliol-desembre | Finlàndia                      | Matti Vanhanen                |
| 2007 | gener-juny      | Alemanya                       | Angela Merkel                 |
| 2007 | juliol-desembre | Portugal                       | José Sócrates                 |
| 2008 | gener-juny      | Eslovènia                      | Janez Janša                   |
| 2008 | juliol-desembre | França                         | Nicolas Sarkozy               |
| 2009 | gener-juny      | Txèquia                        | Mirek Topolánek i Jan Fischer |
| 2009 | juliol-desembre | Suècia                         | Fredrik Reinfeldt             |

### Presidents elegits (des de 2009)
Amb el Tractat de Lisboa, que reformà les institucions europees, també canvià la forma d'elegir el President del Consell Europeu.
| No. (Rep.) | President         | President         | Inici                 | Fi                     | Estat    | Partit   |
| ---------- | ----------------- | ----------------- | --------------------- | ---------------------- | -------- | -------- |
| 1.         | Herman Van Rompuy | Herman Van Rompuy | 1 de desembre de 2009 | 1 de desembre de 2014  | Bèlgica  | CD&V/PPE |
| 2.         | Donald Tusk       | Donald Tusk       | 1 de desembre de 2014 | 30 de novembre de 2019 | Polònia  | PO/PPE   |
| 3.         | Charles Miche     | Charles Michel    | 1 de desembre de 2019 | 1 de desembre de 2024  | Bèlgica  | MR/ALDE  |
| 3.         | António Costa     | António Costa     | 1 de desembre de 2024 |                        | Portugal | PS/PSE   |